# محله چهابی
یکی از محله‌های قدیمی کازرون است.نام درست آن چهابی (چاه آبی) است.اکثریت مردم این محله در گذشته مقنی بوده اند

## خیابان ها
- خیابان امام خمینی(ره)
- خیابان حضرتی
- خیابان قدس شمالی
- خیابان قدس جنوبی
- بلوار خرمشهر
- خیابان 22 بهمن شمالی
- خیابان 22 بهمن جنوبی
- خیابان جانباز

## میدان ها
- میدان قدس
- میدان 22 بهمن

## چهارراه ها
- چهارراه دادگستری
- چهارراه بانک ملی
- سه راه ابوذر

## مساجد
- مسجد صاحب الزمان(عج)
- امام زاده سید نور محمد
- مسجد حاج اسماعیل

و سایر مساجد

## منبع
کتاب ناصردیوان کازرونی به روایت اسناد، پژوهش موسی مطهری زاده، مجموعه آثار فارس پژوهی ۷، انتشارات کازرونیه، چاپ نخست ۱۳۸۲، صفحه ۱۲